# Fontaine-la-Soret
Fontaine-la-Soret är en kommun i departementet Eure i regionen Normandie i norra Frankrike. Kommunen ligger i kantonen Beaumont-le-Roger som tillhör arrondissementet Bernay. År 2018 hade Fontaine-la-Soret 388 invånare.

## Befolkningsutveckling
Antalet invånare i kommunen Fontaine-la-Soret
Referens:INSEE